# Final da Copa do Mundo FIFA de 1954
A final da Copa do Mundo FIFA de 1954 foi disputada em 4 de julho no Estádio Wankdorf, em Berna. A Alemanha Ocidental venceu a Hungria por 3–2 e se tornou campeã do mundo.
Em 2010 veio à tona o doping de jogadores alemães na final contra a Hungria. Os alemães receberam injeções de metanfetamina antes da partida.

## Caminho Até a Final
| Grupo B            | Pts | J | V | E | D | GF | GS | SG  |
| ------------------ | --- | - | - | - | - | -- | -- | --- |
| Hungria            | 4   | 2 | 2 | 0 | 0 | 17 | 3  | +14 |
| Alemanha Ocidental | 4   | 3 | 2 | 0 | 1 | 14 | 11 | +3  |
| Turquia            | 2   | 3 | 1 | 0 | 2 | 10 | 11 | -1  |
| Coreia do Sul      | 0   | 2 | 0 | 0 | 2 | 0  | 16 | -16 |

| Grupo B            | Pts | J | V | E | D | GF | GS | SG  |
| ------------------ | --- | - | - | - | - | -- | -- | --- |
| Hungria            | 4   | 2 | 2 | 0 | 0 | 17 | 3  | +14 |
| Alemanha Ocidental | 4   | 3 | 2 | 0 | 1 | 14 | 11 | +3  |
| Turquia            | 2   | 3 | 1 | 0 | 2 | 10 | 11 | -1  |
| Coreia do Sul      | 0   | 2 | 0 | 0 | 2 | 0  | 16 | -16 |

## Detalhes da partida
| 4 de julho de 1954 | Alemanha Ocidental          | 3 – 2     | Hungria               | Berna, Estádio Wankdorf                   |
|                    | Morlock 10' · Rahn 18', 84' | Relatório | Puskás 6' · Czibor 8' | Público: 62 500 Árbitro: ENG William Ling |

| Alemanha Ocidental | Hungria |

| G              | 1  | Toni Turek       |
| LE             | 7  | Josef Posipal    |
| A              | 10 | Werner Liebrich  |
| LD             | 3  | Werner Kohlmeyer |
| V              | 6  | Horst Eckel      |
| Z              | 8  | Karl Mai         |
| Z              | 13 | Max Morlock      |
| Z              | 16 | Fritz Walter     |
| A              | 12 | Helmut Rahn      |
| A              | 15 | Ottmar Walter    |
| D              | 20 | Hans Schäfer     |
| Técnico:       |    |                  |
| Sepp Herberger |    |                  |

| G             | 1  | Gyula Grosics    |
| LE            | 2  | Jenő Buzánszky   |
| A             | 3  | Gyula Lóránt     |
| LD            | 4  | Mihály Lantos    |
| A             | 5  | József Bozsik    |
| A             | 6  | József Zakariás  |
| V             | 9  | Nándor Hidegkuti |
| V             | 11 | Zoltán Czibor    |
| V             | 20 | Mihály Tóth 32'  |
| A             | 8  | Sándor Kocsis    |
| A             | 10 | Ferenc Puskás    |
| Técnico:      |    |                  |
| Gusztáv Sebes |    |                  |

### Arbitragem
O árbitro principal foi o inglês William Ling, o Assistente 1 foi o italiano Vincenzo Orlandini e o Assistente 2 foi o galês Benjamin Griffiths.

## Curiosidades
Esse jogo ficou conhecido como O Milagre de Berna e foi retratado no filme Das Wunder von Bern de 2003.